# Keila Vall de la Ville
Keila Vall de la Ville (Caracas, Venezuela 19 de febrero de 1974) es una escritora venezolana radicada en los Estados Unidos. Es Antropóloga, Magíster en Ciencia política de la Universidad Simón Bolívar, Magíster en Bellas artes (MFA) en Escritura creativa de New York University, Magíster en Artes (Master of Arts) en Estudios Culturales Hispánicos de Columbia University. Su novela Los días animales (2016) fue premiada en el Premio Internacional del Libro Latino en la categoría Best Novel Drama/Adventure (2018) y traducida al inglés como The Animal Days (2021).
Su libro de cuentos Ana no duerme (2007) fue finalista en el Concurso Nacional de Autores Inéditos Monte Ávila Editores (2006). Publicó también el libro de poemas, Viaje legado (2016), la colección Ana no duerme y otros cuentos (2016) y es la editora de la antología "Entre el aliento y el precipicio": poéticas sobre la belleza / Between the Breath and the Abyss: Poetics on Beauty (2021), que compila ensayos y poemas de treinta y tres poetas contemporáneos sobre la Belleza. Su obra de ficción y no ficción aparece en distintas antologías Americanas y Europeas. Colaboró con Papel Literario del Diario El Nacional, Viceversa Magazine, y Prodavinci, entre otros medios digitales.

## Biografía
Keila Vall de la Ville nació en Caracas en una familia de escritores y cineastas. A sus seis años, se mudó a Firenze, Italia, donde cursó la seconda e terza elementare antes de regresar a Venezuela. 
Estudió Antropología en la Universidad Central de Venezuela y mientras cursaba la carrera trabajó en el Instituto Venezolano de Investigaciones Científicas. Allí estudió el significado simbólico del paisaje y etnoarqueología y se especializó en el estudio de pinturas rupestres y petroglifos de los Warekena, grupo Arawaco de la Selva Amazónica, en el Alto Río Guainía.
Durante sus estudios en Antropología obtuvo varias medallas nacionales y una medalla de plata en el Campeonato Panamericano de Escalada Copa Alpina (Bogotá, 1996) y formó parte del primer equipo femenino de escalada en intentar el Tepuy Roraima (1998), una de las formaciones geológicas más antiguas del Macizo Guayanés (en la frontera entre Venezuela, Colombia y Brasil). Luego de una lluvia tropical que cambió las condiciones de la roca en el último largo de la ruta, a apenas diez metros de la cima, fue imposible culminar el proyecto. El clima y el agotamiento jugó en contra e imposibilitó un segundo intento. Vall de la Ville escaló también en los Estados Unidos, el Sur de Francia, Tailandia, Colombia y Perú.
En 2006, terminó una Maestría en Ciencia Política de la Universidad Simón Bolívar, en la que se especializó en estudios de Cultura Política. En su tesis de grado estudió los valores y prácticas político-culturales de Chaguaramas de Loero, un pueblo de la costa Nororiental Venezolana. 
En 2006, su primer libro de cuentos, Ana no duerme, fue finalista en el Concurso Nacional de Autores Inéditos de Monte Ávila Editores. 
En 2011 fundó el movimiento Jamming Poético, que desde entonces ha celebrado -gracias al trabajo conjunto con otras poetas y editoras- periódicas lecturas colectivas en New York, Caracas, Bogotá, Miami, y en plataformas en Internet. Cientos de autores de distintas nacionalidades han participado en este movimiento. La antología 102 Poetas Jamming (2014) de la que es coeditora, compila los primeros tres años del movimiento. 
Fue en 2011 cuando Vall de la Ville se mudó a la ciudad de New York para desarrollar su carrera como escritora. Mientras tanto cursó una Maestría en Bellas Artes (MFA) en Escritura Creativa en NYU. Luego de la publicación de su novela, Los días animales; su primer poemario, Viaje legado, y su libro, Ana no duerme y otros cuentos (todos en 2016), estudió una Maestría en Artes (MA) en Estudios Culturales Hispánicos en Columbia University.
Su segunda colección de cuentos, Enero es el mes más largo; la antología poética bilingüe, Entre el aliento y el precipicio: poéticas sobre la belleza / Between the Breath and the Abyss: Poetics on Beauty; así como The Animal Days, serán publicados en 2021. 
En 2023 publica con la Editorial Pre-Textos su segunda novela, Minerva.
A lo largo de su carrera literaria se ha desempeñado como activista cultural, promoviendo la literatura venezolana e hispana contemporánea en los Estados Unidos. Actualmente vive en la ciudad de New York.

## Temas

### Los días animales
Esta novela tiene como tópico nuclear el viaje como rito de iniciación, lo cual hace posible la transformación de un estado originario a otro distinto. La existencia se manifiesta a través de las metáforas de la escalada y de la mecánica del traslado físico, las cuales se hacen patentes partiendo de lo corpóreo y de la imagen sensorial, como podría ser el peso de la mochila que prefigura a la historia y los azares del sino ambiguo. Lo que motiva a Julia a practicar este ejercicio no queda claro, sin embargo, su personalidad evidencia rasgos de no pertenencia y, en cierta medida, de desarraigo. Junto con el movimiento incesante de este personaje deviene la exigencia de alcanzar, cada vez, un punto de mayor lejanía. Además, esta actividad viene de la mano con el sufrimiento, lo cual dota a la alegoría de la vida con esa fatiga que implica la experiencia de un ser humano en la tierra, pues la meta es alcanzar la cúspide de la montaña.

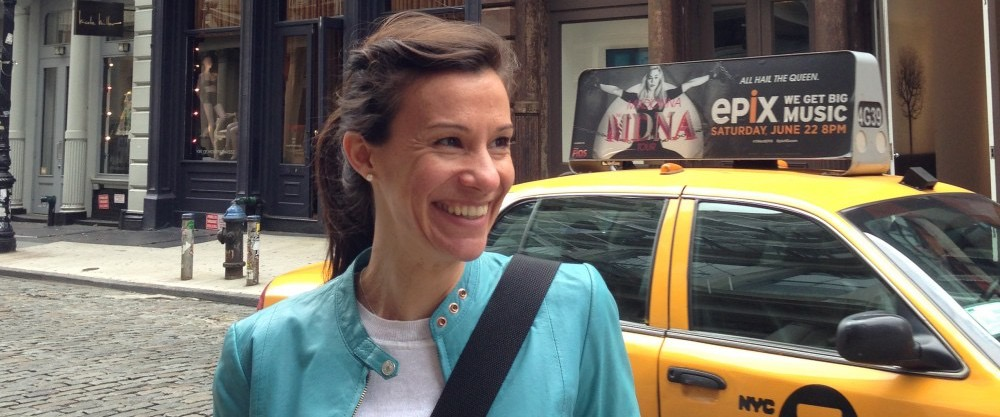
Keila Vall de la Ville, Soho NYC.

La montaña es, pues, un refugio que estimula en la protagonista un distanciamiento de la cotidianidad. Del mismo modo, ese lugar elevado adquiere connotaciones espirituales y se presenta como un alegato a la plenitud y la trascendencia. Julia retrata ese devenir impetuoso por cómo transita en búsqueda de objetos que no se hallan dentro de sus dominios, que andan en fuga ininterrumpidamente: la independencia y la libertad. Aparte, su pesquisa implica una inquietud que la liga con Rafael, quien poco a poco se disgrega, pues los une un amor nocivo pero, al mismo tiempo, una suerte de fraternidad. Esto último posibilita el tratamiento de la cuestión del género y, precisamente, de la violencia física y psicológica. 
El tema de la identidad se erige como uno de los aspectos fundamentales de la obra. Se visualiza la correspondencia existente entre el tópico del traslado y la estructuración de lo identitario. Julia, tras ese viaje agónico repleto de dificultades, acaba siendo otra y, más aún, concluye siendo ella misma.

### Ana no duerme
En el libro de cuentos Ana no duerme se desarrollan aspectos como las desavenencias que surgen entre el silencio y los recuerdos. Se compone de un cosmos que aborda «cada fibra de sus habitantes». Los elementos narrativos se entretejen junto a aspectos netamente poéticos como el empleo de figuras literarias propias de este último género; incluso, por momentos se manifiestan poemas en prosa y narrativos. Los elementos que enlazan las nociones elementales del texto son la nostalgia y los deseos de los personajes. Así pues, el sentimiento ejerce como base de cada relato mientras el lector se entrega a la tutela de la memoria la cual, en sí misma, puede llegar a ser engañosa.
En Fragmentos de la primera infancia, por ejemplo, se aprecian una serie de narraciones cortas con un talante que genera tensión entre lo narrativo y lo poético. Cada episodio responde a una estructura que evoca al poema en prosa, en donde la imagen, el ritmo, la sugestión y los silencios actúan como directrices del texto. En este hay una aproximación a temáticas como la partida, el desamparo por la ausencia del padre, el pasado, el miedo ante un peligro oculto, la evocación de la infancia y hay una alusión la violencia de género. Todo esto se insinúa a través de secciones breves que se limitan a manifestarse como hechos anecdóticos.

### Viaje Legado
En la poesía de Keila Vall de la Ville se advierte la presencia de locaciones que van más allá de lo biográfico y lo geográfico, pues se transforman en metáfora y símbolo de un eco arcaico. A propósito de esta cualidad, Patricia Guzmán refiere en una breve reseña para la revista Poesía: «Al mencionar la palabra Tikal la poeta nos traslada hasta un templo apiramidado, hasta la ciudad donde se escuchan los antiguos espíritus Mayas». El tema del viaje, el tránsito de un estado a otro, esa suerte de desarraigo y la búsqueda incesante de un objetivo que está a la fuga también comparecen en los aspectos fundamentales de los poemas. 

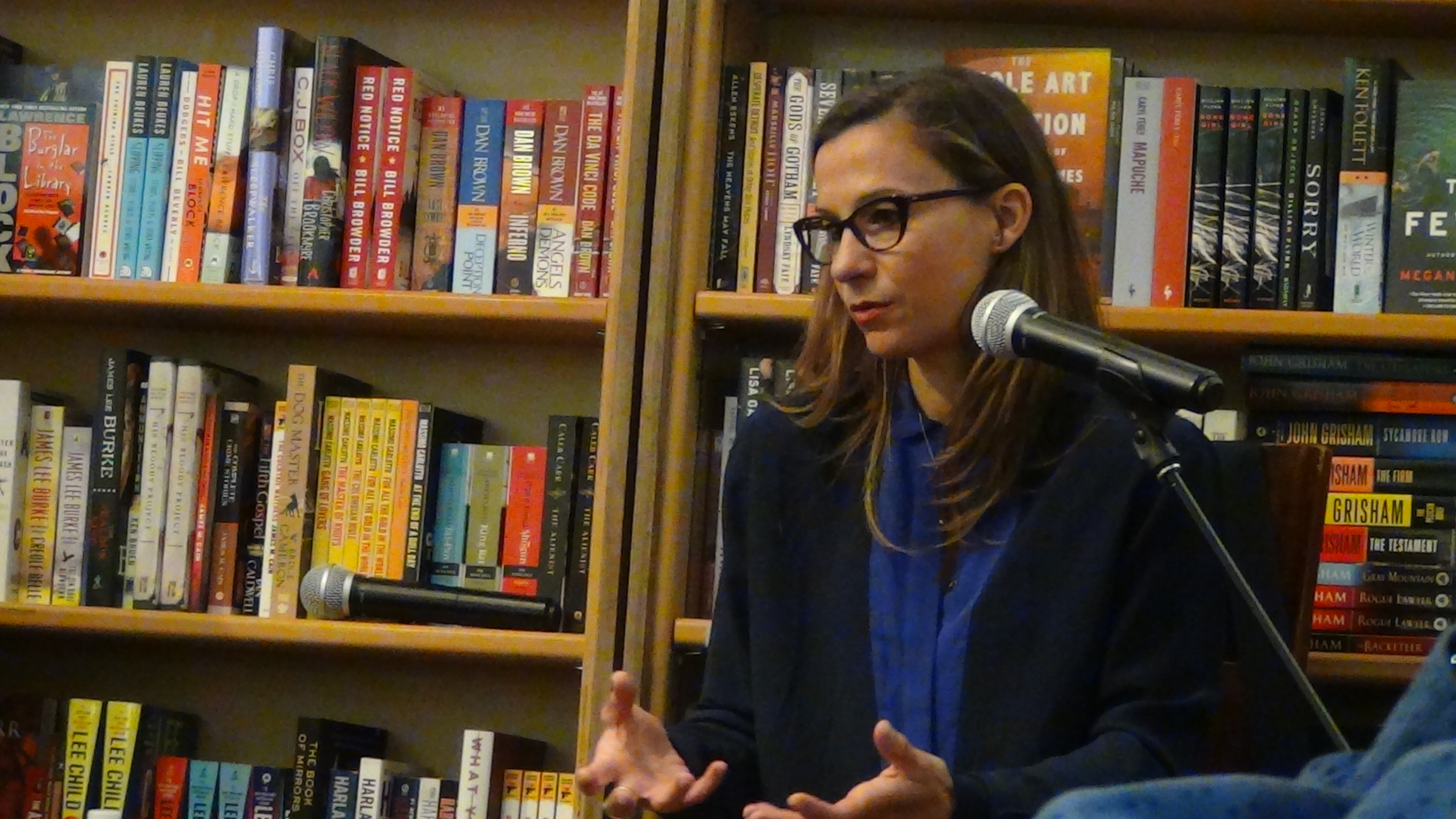
Presentación de Ana no duerme y otros cuentos en McNally Jackson Bookstore, Soho, NYC.

Por otra parte, puede apreciarse la referencia a lugares comunes, mas con el fin de resemantizarlos y, de este modo, lo común y trillado adquiere un sentido inédito, insuflados con hermosura: «Gloria al Bravo Pueblo con las manos/ cruzadas» y, más adelante, «Cada día el mismo ritual/ hojas de trópico otoñal manchando el cielo». Se nota también el manejo de un lenguaje llano, libre de ornamentaciones preciosistas como adjetivos altisonantes que producen desarmonía pues se procura la aplicación de la palabra precisa. Con todo, la voz lírica denota un desencanto por no conseguir concretar su pretensión con los vocablos, los cuales se encuentran en huida, «no llego a ellas», expresa el hablante poético. Se trata, pues, de un conflicto atávico, el anhelo de escribir que deriva en carencia, el poeta que intenta aferrar al lenguaje y fracasa.
En poemas como el titulado Quebrada pero viva se observa una panorámica de la ciudad de Caracas. La voz, aparentemente descomprometida con su contexto, toma una posición crítica al poner en relieve la violencia que existe en la capital de Venezuela como un elemento más de la rutina en la urbe. Se ofrece una panorámica de ciertos puntos de la mencionada localidad: «llegaba a pie al conservatorio/ avenida principal de Bello Monte/ Los Chaguaramos y Santa Mónica» o «Caracas es el Aula Magna los domingos a las once/ (...) El pasillo de la Universidad Central/aulas y librerías entre jardines». El mismo título hace referencia al lenguaje coloquial de este sitio, queda claro en el transcurso del poema cuando un criminal que, al tener la intención de secuestrar a una mujer para robar su auto, verbaliza: «no voltees, no me mires o te quiebro».
La memoria, la evocación y el tiempo hacen su aparición como una temática nuclear. Además, la imaginación y la invocación de un mundo posible o alterno  se aprecia en el desencantado tono del poema en prosa titulado Darling: «Como un mal presagio. Esa vez me vi saliendo del camino, alejándome» y unas líneas después «Eso, darling, no se puede. Esa resaca no se va. Ese tiempo no regresa».

## Activismo cultural
Keila Vall de la Ville fundó el movimiento venezolano Jamming Poético, que desde 2011 ha desarrollado, en manos de un colectivo de poetas, directoras y productoras, numerosas lecturas y conversaciones en Caracas, Miami, New York, Bogotá, y en Internet. El movimiento ha reunido el trabajo de cientos de autores destacados de Latinoamérica y los Estados Unidos, resultando en una antología: 102 Poetas Jamming, del que es coeditora.  
Su trabajo y activismo cultural relacionado con la producción literaria venezolana e hispana en los Estados Unidos, la convirtió en referencia en la literatura hispana contemporánea.
Keila Vall de la Ville ha sido invitada a Miami Book Fair para presentar sus libros, como lectora de su obra en Miami y en la plataforma en Internet de la feria, y como instructora de escritura creativa en talleres cortos. También ha participado en The America’s Poetry Festival of New York, Latino Poets New York Festival, Feria Internacional del Libro de la Ciudad de Nueva York, Festival del Libro Hispano de Virginia, Kerouak Festival, Festival de poesía Galápagos Contracorriente, Feria International del Libro de la Universidad de Carabobo y Se buscan poetas en el emblemático Bowery Poetry Club de New York.

## Jamming poético
Esta iniciativa surgió en febrero de 2011 con el fin de procurar un espacio para la difusión de poesía. La dinámica consiste en que cada poeta invitado comparte sus textos en función del «devenir discursivo, el fluir del recital», de acuerdo con la autora. Hay un disparador que selecciona al participante que va a recitar. Las lecturas varían de acuerdo con quién intervenga y de los tópicos que reluzcan, pues estos se encabalgan entre sí. Los poetas continúan con lo reflejado por el declamador anterior, de esta forma se genera una consistencia ya sea en la forma, el tema, una palabra, una imagen, etc. El desenvolvimiento y los resultados de cada evento acaban valiéndose de la improvisación como uno de sus recursos más efectivos, sin embargo, cada partícipe selecciona celosamente lo que va a compartir.
De acuerdo con Keila Vall de la Ville «Los jammings sugieren que todas las personas somos una misma, que hay un solo devenir compartido y que las diferencias entre obra y obra son apenas aparentes, aunque fundamentales, pues sin diversidad no hay disfrute». Este último factor resulta pertinente para ser destacado debido al carácter lúdico que implica este tipo de recitales. Una de las críticas que se le hace al evento está estrechamente vinculada con esta cualidad, pues se ha opinado que el juego entra en contradicción con el rigor, a lo cual la escritora replica: «Me parece que tememos al juego, que erramos al pensar que lo lúdico se opone a la excelencia. Esa oposición es improductiva y gris. De cualquier modo, hay momentos y lugares para todo. El recital tradicional de poesía, más contenido, más formal, tiene su propio espacio, cómo no. Yo los disfruto y los valoro a ambos.»

## Sobre su trabajo
Antonio Muñoz Molina, Premio Jerusalén, Premio Príncipe Asturias de las Letras: 
“Dicen que el camino más corto para conocerse a uno mismo es dar la vuelta al mundo. Un viaje casi igual de desmedido y de temerario emprende la protagonista de “Los días animales”, pero las distancias geográficas a las que llega son menos vertiginosas que su propio viaje interior. Esta es la historia de una mujer que busca sus propios límites y que parece encontrar la plenitud en el dolor y el infortunio, pero que acaba encontrando, al final del desarraigo, una paz interior tal vez sólida o tal vez muy frágil: hay cosas que las novelas no nos dicen. Keila Vall cuenta un itinerario a través de medio mundo que es una aventura y una crónica de viajes y una metáfora del descubrimiento: el de las cosas fundamentales que han estado siempre dentro de nosotros pero que hemos debido ir muy lejos para encontrar, reconocer y aceptar.”
Yolanda Pantin, Premio Internacional de Poesía Federico García Lorca, Premio Casa de América de Poesía Americana:
“Keila Vall de la Ville es sin duda una de las escritoras más talentosas de su generación. Una autora de ficción y no ficción extraordinaria. Posee una voz única.”
Boris Muñoz, Senior Staff Editor, The New York Times:
“Su trabajo como poeta, editora y autora de ficción la posicionan como una autora sin iguales.”  
Alberto Barrera Tyzka, Premio Tusquets y Premio Alfaguara
Los días animales confirma las extraordinarias habilidades narrativas de Keila Vall de la Ville. De manera asombrosa, mostrando el estilo de vida de los escaladores de roca, cuenta una historia conmovedora sobre el amor, la violencia, la libertad y el crecimiento interior. Trabajar con temas humanos tan importantes y complejos es el mayor de los retos, y al mismo tiempo debería ser el objetivo de todo escritor. Solo la excelente literatura puede manejar estos temas de manera poética y afectar a los lectores de manera significativa. Esto es algo que esta autora logra con Los días animales. El lector de la novela es una persona al empezar a leerla, y alguien totalmente distinto al final.

## Obras

#### Como autora[18]
Cuento
- Ana no duerme (2007) (Finalista Concurso Nacional de Autores Inéditos Monte Ávila Editores, 2006)
- Ana no duerme y otros cuentos (2016)
- Enero es el mes más largo (2021)
- El día en que Corre Lola Corre dejó sin aire a Murakami (2022)

Novela
- Los Días Animales (2016) (International Latino Book Award. Best Novel Drama / Adventure, 2018)
- The Animal Days (2021) (traducción de Robin Myers)
- Minerva (2023)

Poesía
- Viaje Legado (2016)
- Perseo en Si bemol (2023)

Texto crítico
- Antolín Sánchez, discurso en movimiento: del pixel, al cuadro, a la secuencia (2016)

#### Como editora
- 102 Poetas Jamming (2014)
- Entre el aliento y el precipicio: poéticas sobre la belleza / Between the Breath and the Abyss: Poetics on Beauty, editora (2021)

## Premios
- Concurso Nacional de Autores Inéditos Monte Ávila Editores, 2006. Categoría: Narrativa por Ana no duerme
- International Latino Book Awards, 2018. Categoría: Best Novel Drama/Adventure  por Los Días Animales